# George Abbott (esploratore)
George Percy Abbott (10 marzo 1880 – 22 novembre 1923) è stato un militare ed esploratore britannico.
Ufficiale della Royal Navy, nel 1910 si unisce alla spedizione Terra Nova di Robert Falcon Scott in Antartide. Sotto il comando di Victor Campbell partecipa al Northern Party trascorrendo un inverno a capo Adare ed uno ad Inexpressible Island nella baia Terra Nova.
A lui sono dedicati il monte Abbott nella terra della regina Victoria ed il picco Abbott nel lato settentrionale del monte Erebus sull'isola di Ross.